# МиГ под мостом
МиГ под мостом — инцидент, произошедший в Новосибирске в 4 июня 1965 году, в ходе которого реактивный самолёт Миг-17 пролетел под (Октябрьским) Коммунальным мостом в метре от воды.
Валентин Привалов, который в то время служил в Канском гарнизоне летчиком ВВС и относился к категории асов, в вечернее время 4 июня 1965 года пролетел под мостом через реку Обь.. В ходе воздушного маневра он снизился к поверхности Оби, пролетел под опорами моста и резко ушел вверх.

## Причины
Незадолго до данного события Привалова перевели из полка истребителей Балтийского флота ВМФ в Сибирь (которая тогда считалась тыловой и мирной частью Советского союза). К данному переводу летчик отнесся крайне негативно и по его словам даже впал в депрессию. Для исправления своего душевного состояния летчик решил привлечь к себе внимание («похулиганить») необычным и экстраординарным поступком.

## Подготовка
По некоторым источникам, Привалов для совершения своего поступка проводил предварительную подготовку: во время плавания под мостом предварительно измерил промежуток между опорами, а также высоту от воды до полотна моста.

## Событие
В один из июньских дней при многочисленных свидетелях Привалов резко спустил самолет к Оби, прошел параллельно водной глади под центральной аркой Коммунального (Октябрьского) моста и затем резко, практически вертикально пошел вверх, тем самым избежав столкновения с расположенными дальше опорами железнодорожного моста.

## Последствия
После этого полёта летчик был арестован по обвинению в воздушном хулиганстве с перспективой попасть под суд, но министр обороны СССР Родион Малиновский приказал вновь допустить лётчика к полётам. Впоследствии Валентин Привалов был принят на службу в знаменитую эскадрилью воздушных асов в Кубинке.